# 陳式太極拳 (書)
《陳式太極拳》是一部陈式太极拳技理書籍，由沈家楨和顧留馨編著，1963年12月由人民体育出版社出版，全書共分為五章。此書曾多次再版，甚至於海内外都出現過盜版。

## 寫作歷程
《陳式太極拳》1963年首版中的前言敘述了此書寫作的歷程：1958年，人民体育出版社委託唐豪、顾留馨、李剑华、李经梧、陳照奎五人來编写陳式太極拳，後來因為唐豪去世、李剑华老病而中止。直到1961年，人民体育出版社再度邀約沈家桢和顾留馨從頭寫起。此書中的陈式太极拳简介和第四、五章由顾留馨所寫，第一、二、三章和第四章的第六节部分由沈家楨所寫。